# Електра
Електра в древногръцката митология е име на няколко женски образа:
1. Дъщерята на Океан и Тетида, майка на Дардан, Ясион и Хармония, от Зевс.
2. Плеяда или океанида, майка на Ирида и на Харпиите от Тавмант.
3. Дъщерята на Агамемнон и Клитемнестра. В „Илиада“ Електра се нарича Лаодика (гр.Λαοδίχη).
4. Дъщеря на Хелиос и Рода.

Според историята Електра (дъщерята на Агамемнон и Клитемнестра) не била в Микена когато нейния баща, цар Агамемнон, се върнал от Троянската война и бил убит от Егист, любовника на майка ѝ, и/или от нея самата. Те двамата убили и Касандра, пророчицата на Троя, трофей на Агамемнон от войната.
Според Пиндар (Пития, xi. 25) Орест е спасен от своята стара дойка или от Електра, и израснал във Фокида, където го е отгледал цар Строфий, който бил женен за лелята на Орест – Анаксибия. Там и възникнала дружбата му със сина на Строфий – Пилад, за когото Електра по-късно се омъжва.
Сред произведенията на древната гръцка литература Електра е изобразена най-ярко във втората част на трилогията на Есхил „Орестия“ и в едноименните трагедии на Софокъл и Еврипид.
При известни оттенъци на събитията образът на Електра при атинските трагици V век пр. Хр. се явява като погълната от жажда за мъст на убийците на Агамемнон и страстното очакване на появата на Орест, който може да отмъсти.
Когато навършва дванадесет години, Орест получава от делфийския оракул призив да отмъсти за смъртта на баща си. Според Есхил той среща сестра си Електра на гроба на Агамемнон и те заедно решават как да отмъсти Орест. Според предаденото от Софокъл и Еврипид срещата на Електра и Орест е една от най-вълнуващите сцени в атинската трагедия. Електра активно го подбужа към отмъщение, както от чувството си на дълг към баща си, така и от омраза към възцарилия се в Микена Егист, който се държи към нея като с робиня и не ѝ позволява да се омъжи, опасявайки се от раждането на отмъстител. При Еврипид тя е омъжена насилствено за прост селянин. Егист е убит по време на жертвоприношение, на което допуска чуждоземци. Електра помага на брат си в майцеубийството. Благодарение на благородството на мъжа ѝ нейния брак се оказва фиктивен и не е препятствие тя да се омъжи за Пилад (приятеля на Орест).
На нея е наречен Психологически комплекс, еквивалентен на Едиповия: Комплекс на Електра.

## Електра в изкуството
- Есхил, трилогията Орестия
- Електра, пиеса от Софокъл
- Електра, пиеса от Еврипид
- Електра, пиеса на Хуго фон Хофманстал, по пиесата на Софокъл.
- Mourning Becomes Electra, пиеса на Юджийн О'Нийл, по Есхил
- Електра, филм от 1962 г. на Михалис Какоянис, с участието на Ирини Папа, по Еврипид.
- Електра, опера на Рихард Щраус, по либрето на Хуго фон Хофманстал, основано на собствената му пиеса.
- Електра е и филм от 2005 г. с Дженифър Гарнър